# چاپله ماوه
چاپله ماوه (به لهستانی:  Czaple Małe) یک روستا در لهستان است که در گمینا گووچا واقع شده‌است.